# Rodrigo Valenzuela
Rodrigo Ignacio Valenzuela Avilés (Santiago del Cile, 22 novembre 1975) è un ex calciatore cileno, di ruolo centrocampista.